# Барајевска река
Барајевска река или Барајевица је река у Србији на територији општине Барајево. Настаје спајањем потока Крчевица и Раковица код засеока Ненадовац. Укупна дужина њеног тока износи 12,7 km, а површина слива износи око 77 km².
На свом току пролази кроз сам центар Барајева, као и кроз насеља Бождаревац и Велики Борак, након чега се улива у Бељаницу на територији насеља Бељина.